# Say Somethin'
"Say Somethin'" é uma canção composta pela cantora estadunidense Mariah Carey para seu décimo quarto álbum de estúdio, The Emancipation of Mimi. Foi co-composta pelos The Neptunes (Pharrell Williams e Chad Hugo) e Snoop Dogg (que faz uma participação especial no final da canção), e produzida pelos Neptunes. Foi lançada como o sexto single do álbum (quinto na América do Norte) no começo de 2006 e atingiu a posição #79 na parada musical da Revista Billboard dos singles mais vendidos e tocados nas rádios dos EUA (Hot 100).

## Desempenho nas paradas
| Paradas (2006)                                 | Melhor posição |
| ---------------------------------------------- | -------------- |
| Austrália (ARIA)                               | 26             |
| Bélgica (Ultratip Bubbling Under de Flandres)  | 3              |
| Bélgica (Ultratip Bubbling Under da Valônia)   | 10             |
| Europa (Billboard European Hot 100 Singles)    | 60             |
| O campo songid é OBRIGATÓRIO PARA PARADA ALEMÃ | 63             |
| Mundo Dance Tracks (Billboard)                 | 20             |
| Irlanda (IRMA)                                 | 23             |
| Suíça (Schweizer Hitparade)                    | 55             |
| Reino Unido (UK Singles Chart)                 | 27             |
| Estados Unidos (Billboard Hot 100)             | 79             |
| Estados Unidos (Billboard Mainstream Top 40)   | 23             |
| Estados Unidos (Billboard Dance Club Songs)    | 1              |